# Monterrey Open 2019 - Qualificazioni singolare
Le qualificazioni del singolare del Monterrey Open 2019 sono state un torneo di tennis preliminare per accedere alla fase finale della manifestazione. Le vincitrici dell'ultimo turno sono entrate di diritto nel tabellone principale. In caso di ritiro di una o più giocatrici aventi diritto a queste sono subentrati le lucky loser, ossia le giocatrici che hanno perso nell'ultimo turno ma che avevano una classifica più alta rispetto alle altre partecipanti che avevano comunque perso nel turno finale.

## Teste di serie
1. Marie Bouzková (primo turno)
2. Christina McHale (primo turno)
3. Monica Niculescu (secondo turno, ritirata)
4. Beatriz Haddad Maia (qualificata)

1. Danielle Lao (secondo turno)
2. Lu Jiajing (primo turno)
3. Katie Swan (primo turno)
4. Kristie Ahn (secondo turno)

## Qualificate
1. Miyu Katō
2. Kristína Kučová

1. Xu Shilin
2. Beatriz Haddad Maia

### Lucky loser
1. Gréta Arn

1. Elena-Gabriela Ruse

## Tabellone

### Legenda
| - Q = Qualificato - WC = Wild card - LL = Lucky loser | - ALT = Alternate - SE = Special Exempt - PR = Protected Ranking | - w/o = Walkover - r = Ritirato - d = Squalificato |

### Sezione 1
|  | Primo turno      | Primo turno      | Primo turno      | Primo turno | Primo turno |  |  | Secondo turno    | Secondo turno    | Secondo turno    | Secondo turno    | Secondo turno    |   |   | Ultimo turno | Ultimo turno | Ultimo turno | Ultimo turno | Ultimo turno |  |
|  |                  |                  |                  |             |             |  |  |                  |                  |                  |                  |                  |   |   |              |              |              |              |              |  |
|  | 1                | Marie Bouzková   | 6                | 4           | 4           |  |  |                  |                  |                  |                  |                  |   |   |              |              |              |              |              |  |
|  |                  | Hiroko Kuwata    | 3                | 6           | 6           |  |  | Hiroko Kuwata    | Hiroko Kuwata    | 6                | 3                | 5                |   |   |              |              |              |              |              |  |
|  | Ashley Kratzer   | Ashley Kratzer   | 64               | 6           | 3           |  |  | Miyu Katō        | Miyu Katō        | 1                | 6                | 7                |   |   |              |              |              |              |              |  |
|  | Miyu Katō        | Miyu Katō        | 7                | 2           | 6           |  |  |                  |                  |                  |                  |                  |   |   | Miyu Katō    | Miyu Katō    | Miyu Katō    | 6            | 6            |  |
|  | Alexandra Panova | Alexandra Panova | Alexandra Panova | 6           | 7           |  |  |                  |                  | Alexandra Panova | Alexandra Panova | Alexandra Panova | 4 | 0 |              |              |              |              |              |  |
|  | Jana Fett        | Jana Fett        | Jana Fett        | 2           | 610         |  |  | Alexandra Panova | Alexandra Panova | 1                | 6                | 6                |   |   |              |              |              |              |              |  |
|  |                  | Asia Muhammad    | Asia Muhammad    | 7           | 6           |  |  | Asia Muhammad    | Asia Muhammad    | 6                | 3                | 3                |   |   |              |              |              |              |              |  |
|  | 6                | Lu Jiajing       | Lu Jiajing       | 63          | 4           |  |  |                  |                  |                  |                  |                  |   |   |              |              |              |              |              |  |

### Sezione 2
|  | Primo turno   | Primo turno           | Primo turno           | Primo turno | Primo turno |  |  | Secondo turno       | Secondo turno       | Secondo turno       | Secondo turno       | Secondo turno       |   |   | Ultimo turno    | Ultimo turno    | Ultimo turno    | Ultimo turno | Ultimo turno |  |
|  |               |                       |                       |             |             |  |  |                     |                     |                     |                     |                     |   |   |                 |                 |                 |              |              |  |
|  | 2             | Christina McHale      | Christina McHale      | 2           | 4           |  |  |                     |                     |                     |                     |                     |   |   |                 |                 |                 |              |              |  |
|  |               | Kristína Kučová       | Kristína Kučová       | 6           | 6           |  |  | Kristína Kučová     | Kristína Kučová     | Kristína Kučová     | 6                   | 6                   |   |   |                 |                 |                 |              |              |  |
|  |               | Alexa Guarachi        | Alexa Guarachi        | 6           | 6           |  |  | Alexa Guarachi      | Alexa Guarachi      | Alexa Guarachi      | 1                   | 0                   |   |   |                 |                 |                 |              |              |  |
|  | WC            | Romary Cárdenas Rifka | Romary Cárdenas Rifka | 1           | 0           |  |  |                     |                     |                     |                     |                     |   |   | Kristína Kučová | Kristína Kučová | Kristína Kučová | 6            | 6            |  |
|  | Maria Sanchez | Maria Sanchez         | Maria Sanchez         | 3           | 64          |  |  |                     |                     | Elena-Gabriela Ruse | Elena-Gabriela Ruse | Elena-Gabriela Ruse | 2 | 3 |                 |                 |                 |              |              |  |
|  | Jovana Jakšić | Jovana Jakšić         | Jovana Jakšić         | 6           | 7           |  |  | Jovana Jakšić       | Jovana Jakšić       | Jovana Jakšić       | 2                   | 4                   |   |   |                 |                 |                 |              |              |  |
|  |               | Elena-Gabriela Ruse   | Elena-Gabriela Ruse   | 6           | 7           |  |  | Elena-Gabriela Ruse | Elena-Gabriela Ruse | Elena-Gabriela Ruse | 6                   | 6                   |   |   |                 |                 |                 |              |              |  |
|  | 7             | Katie Swan            | Katie Swan            | 2           | 5           |  |  |                     |                     |                     |                     |                     |   |   |                 |                 |                 |              |              |  |

### Sezione 3
|  | Primo turno       | Primo turno               | Primo turno               | Primo turno | Primo turno |  |  | Secondo turno | Secondo turno             | Secondo turno             | Secondo turno             | Secondo turno |   |   | Ultimo turno | Ultimo turno              | Ultimo turno              | Ultimo turno | Ultimo turno |  |
|  |                   |                           |                           |             |             |  |  |               |                           |                           |                           |               |   |   |              |                           |                           |              |              |  |
|  | 3                 | Monica Niculescu          | Monica Niculescu          | 7           | 6           |  |  |               |                           |                           |                           |               |   |   |              |                           |                           |              |              |  |
|  |                   | Natalija Kostić           | Natalija Kostić           | 62          | 2           |  |  | 3             | Monica Niculescu          | Monica Niculescu          | Monica Niculescu          |               |   |   |              |                           |                           |              |              |  |
|  | WC                | Ana Karen Guadiana Campos | Ana Karen Guadiana Campos | 7           | 7           |  |  | WC            | Ana Karen Guadiana Campos | Ana Karen Guadiana Campos | Ana Karen Guadiana Campos | w/o           |   |   |              |                           |                           |              |              |  |
|  | WC                | Nikita Uberoi             | Nikita Uberoi             | 63          | 64          |  |  |               |                           |                           |                           |               |   |   | WC           | Ana Karen Guadiana Campos | Ana Karen Guadiana Campos | 2            | 2            |  |
|  | Xu Shilin         | Xu Shilin                 | Xu Shilin                 | 6           | 6           |  |  |               |                           |                           | Xu Shilin                 | Xu Shilin     | 6 | 6 |              |                           |                           |              |              |  |
|  | Ana Sofía Sánchez | Ana Sofía Sánchez         | Ana Sofía Sánchez         | 2           | 1           |  |  |               | Xu Shilin                 | Xu Shilin                 | 7                         | 6             |   |   |              |                           |                           |              |              |  |
|  |                   | Valeria Savinykh          | Valeria Savinykh          | 3           | 5           |  |  | 8             | Kristie Ahn               | Kristie Ahn               | 5                         | 1             |   |   |              |                           |                           |              |              |  |
|  | 8                 | Kristie Ahn               | Kristie Ahn               | 6           | 7           |  |  |               |                           |                           |                           |               |   |   |              |                           |                           |              |              |  |

### Sezione 4
|  | Primo turno   | Primo turno         | Primo turno         | Primo turno | Primo turno |  |  | Secondo turno | Secondo turno       | Secondo turno       | Secondo turno | Secondo turno |   |   | Ultimo turno | Ultimo turno        | Ultimo turno        | Ultimo turno | Ultimo turno |  |
|  |               |                     |                     |             |             |  |  |               |                     |                     |               |               |   |   |              |                     |                     |              |              |  |
|  | 4             | Beatriz Haddad Maia | Beatriz Haddad Maia | 6           | 6           |  |  |               |                     |                     |               |               |   |   |              |                     |                     |              |              |  |
|  | WC            | Marcela Zacarías    | Marcela Zacarías    | 2           | 4           |  |  | 4             | Beatriz Haddad Maia | Beatriz Haddad Maia | 6             | 6             |   |   |              |                     |                     |              |              |  |
|  | Yana Sizikova | Yana Sizikova       | Yana Sizikova       | 4           | 1           |  |  |               | Andrea Gámiz        | Andrea Gámiz        | 1             | 4             |   |   |              |                     |                     |              |              |  |
|  | Andrea Gámiz  | Andrea Gámiz        | Andrea Gámiz        | 6           | 6           |  |  |               |                     |                     |               |               |   |   | 4            | Beatriz Haddad Maia | Beatriz Haddad Maia | 6            | 7            |  |
|  | Gréta Arn     | Gréta Arn           | 62                  | 6           | 6           |  |  |               |                     |                     | Gréta Arn     | Gréta Arn     | 4 | 5 |              |                     |                     |              |              |  |
|  | Andreea Roșca | Andreea Roșca       | 7                   | 4           | 1           |  |  |               | Gréta Arn           | Gréta Arn           | 6             | 6             |   |   |              |                     |                     |              |              |  |
|  |               | Deniz Khazaniuk     | Deniz Khazaniuk     | 4           | 2           |  |  | 5             | Danielle Lao        | Danielle Lao        | 4             | 1             |   |   |              |                     |                     |              |              |  |
|  | 5             | Danielle Lao        | Danielle Lao        | 6           | 6           |  |  |               |                     |                     |               |               |   |   |              |                     |                     |              |              |  |